# Аналитик программного обеспечения
Аналитик программного обеспечения (также программный аналитик) — специалист-аналитик, планирующий и организующий работу программистов с целью упрощения и оптимизации. Его должностные обязанности могут включать в себя выбор методологии и среды разработки; создание или выбор фреймворков; принятие решений о том, когда следует воспользоваться готовым программным кодом вместо самостоятельной разработки; написание спецификаций и прочей документации для будущего программного продукта и планирование сроков разработки. Аналитик должен быть знаком как с предметной областью, так и с процессом разработки.
В коммерческой разработке аналитик программного обеспечения является представителем программистов компании, аналогично тому, как заказчик представляет интересы пользователей программного продукта. Взаимодействие программного аналитика и клиента начинается ещё до начала разработки с определения требований к продукту и их анализа.